# Dichocysta pictipes
Dichocysta pictipes är en insektsart som beskrevs av Champion 1898. Dichocysta pictipes ingår i släktet Dichocysta och familjen nätskinnbaggar. Inga underarter finns listade i Catalogue of Life.